# Efmamjjasond González
 Efmamjjasond González Palacios (Arboletes, Antioquia, Colombia; 12 de junio de 1999), también conocido como Jasond González, es un futbolista colombiano que juega en la demarcación de delantero y su actual equipo es el Shijiazhuang Gongfu Football Club de la Primera Liga China.

## Trayectoria

### Atlético Nacional
Inició su carrera en las divisiones inferiores del club colombiano Atlético Nacional, en el que recibió apoyo y consejos del delantero Dayro Moreno. Allí integró el equipo sub-18 y logró notoriedad al marcarle un tanto al equipo brasileño Gremio de Portoalegre en la Copa Mitad del Mundo, un torneo amistoso disputado en el mes de julio.

### San Lorenzo
El entrenador del equipo antioqueño Jorge Almirón se fijó en sus condiciones y cuando se convirtió en director técnico de San Lorenzo, lo recomendó para que hiciera una prueba en dicho equipo, al que llegó en febrero de 2019. Almirón tuvo que dejar el cargo debido a los malos resultados y fue reemplazado por Juan Antonio Pizzi, pero González decidió quedarse en las divisiones inferiores del club para luchar por un cupo en el equipo principal y buscar un contrato. Finalmente, en septiembre de 2019, el club argentino decidió contratar al jugador.
El 4 de octubre de 2019 hizo su primer gol con el Ciclón, en la derrota ante Central Córdoba por 2 a 1 en el marco del torneo de reserva.

### All Boys
El 26 de noviembre de 2020 González llega a All Boys en condición de préstamo por una temporada.
Hace su debut como profesional el 28 de noviembre de 2020 en un partido contra Brown de Adrogué y, en su segundo partido, el 5 de diciembre de 2020, marca su primer gol como profesional en la victoria por 1 a 0 contra Santamarina.

## Origen de su nombre
El nombre de González, Efmamjjasond, contiene las letras iniciales de todos los meses del año en orden cronológico. Al ser consultados por este hecho, los padres de González afirmaron que decidieron bautizarlo así porque les gustan los doce meses del año.

## Clubes
| Club                                       | País      | Año           |
| ------------------------------------------ | --------- | ------------- |
| San Lorenzo de Almagro                     | Argentina | 2019-2022     |
| All Boys (Cedido)                          | Argentina | 2020-2021     |
| San Miguel (cedido)                        | Argentina | 2022          |
| Real Santa Cruz                            | Bolivia   | 2023          |
| Kaizer Chiefs (cedido)                     | Sudáfrica | 2023-2024     |
| Real Santa Cruz                            | Bolivia   | 2024          |
| Always Ready                               | Bolivia   | 2025          |
| Shijiazhuang Gongfu Football Club (cedido) | China     | 2025-presente |